# Nautilocalyx vestitus
Nautilocalyx vestitus är en tvåhjärtbladig växtart som beskrevs av Feuillet. Nautilocalyx vestitus ingår i släktet Nautilocalyx och familjen Gesneriaceae. Inga underarter finns listade i Catalogue of Life.